# Kaka (Zentralafrikanische Republik)
Kaka ist ein Ort in der Präfektur Bamingui-Bangoran in der Zentralafrikanischen Republik.

## Geographie
Der Ort liegt an der Route Nationale 8 nordöstlich der Stadt Bamingui und etwa 23 Kilometer südwestlich von Ndélé, der Hauptstadt von Bamingui-Bangoran. Der Ort liegt im Einzugsbereich des Flusses Bangoran, der westwärts fließt und zum Flusssystem des Schari gehört.
Westlich des Ortes schließt sich der Ort Dangou Badouma an und östlich Miafondo.

## Klima
Das Klima entspricht dem der wechselfeuchten Tropen, es gibt eine feuchte und eine trockene Jahreszeit. Die Regenzeit ist rund vier Monate lang.